# Excentricitate (matematică)

Excentricitatea diferitelor conice, aranjate cu o excentricitate crescândă. Cercul corespunde unei e = 0; elipsa corespunde unei e = 0,5; parabola unei e = 1, iar hiperbola unei e = 2; dreapta corespunde unei e → ∞ (tinde spre infinit). De observat că pe măsură ce excentricitatea crește curbura scade, și că niciuna dintre aceste curbe nu se intersectează.

În geometria euclidiană, excentricitatea este un parametru caracteristic al unei curbe conice. Excentricitatea este un număr real pozitiv, fiind adesea notat e:
{\displaystyle e={\frac {MF}{MM^{\prime }}}}
unde punctul {\displaystyle F} este un focar, iar punctul {\displaystyle M^{\prime }} desemnează proiecția ortogonală a punctului {\displaystyle M} pe directoare.
În funcție de valorile lui {\displaystyle e} se obține pentru:
- {\displaystyle e=0}, un cerc
- {\displaystyle 0<e<1}, o elipsă
- {\displaystyle e=1}, o parabolă
- {\displaystyle e>1}, o hiperbolă
- {\displaystyle e\rightarrow \infty }, când valoarea lui e tinde spre infinit, conica degenerează într-o dreaptă, directoarea sa.

Excentricitatea apare într-o expresie algebrică pentru conice dată în coordonate polare, pornind de la unul din focare:
{\displaystyle r(\theta )={\frac {p}{1-e\cos \theta }}}
Conicele apar îndeosebi în mecanica newtoniană cu traiectoria unui corp punctiform într-un câmp gravitațional radial. Este prin urmare, în primă aproximare, forma traiectoriilor planetelor în jurul Soarelui, ale sateliților lor și ale cometelor.

## Definiții

Secțiune plană printr-un con

Orice secțiune conică poate fi definită ca locul geometric al punctelor ale căror distanțe până la un punct (focarul) și o dreaptă (directoarea) sunt într-un raport constant. Acest raport se numește excentricitate, notată în mod obișnuit cu e.
Excentricitatea poate fi definită și prin intersecția unui plan cu un con dublu asociat cu secțiunea conică. Dacă conul este orientat cu axa vertical, excentricitatea este
{\displaystyle e={\frac {\sin \beta }{\sin \alpha }},\ \ 0<\alpha <90^{\circ },\ 0\leq \beta \leq 90^{\circ }\ ,}
unde β este unghiul dintre plan și orizontală iar α este unghiul dintre generatoarea înclinată a conului și orizontală. Pentru {\displaystyle \beta =0} secțiunea plană este un cerc, pentru {\displaystyle \beta =\alpha } este o parabolă. (Planul nu trebuie să treacă prin vârful conului.)
Excentricitatea liniară a unei elipse sau hiperbole, notată c (sau uneori f sau e), este distanța dintre centrul său și oricare dintre cele două focare ale acestuia. Excentricitatea poate fi definită ca raportul dintre excentricitatea liniară și semiaxa mare a: adică {\displaystyle e={\frac {c}{a}}} (deoarece o parabolă nu are centru, excentricitatea liniară pentru parabole nu este definită).

## Nume alternative
Uneori excentricitatea este numită prima excentricitate pentru a o deosebi de a doua excentricitate și a treia excentricitate definite pentru elipse (v. mai jos).
În cazul elipselor și hiperbolelor, excentricitatea liniară este uneori numită semidistanță focală.

## Notații
Trei notații sunt mai cunoscute:
1. e pentru excentricitate și c pentru excentricitatea liniară.
2. ε pentru excentricitate și e pentru excentricitatea liniară.
3. e sau ϵ< pentru excentricitate și f pentru excentricitatea liniară (f este mnemonica pentru semidistanța focală).

În articol se vor folosi notațiile de la primul punct.

## Valori
| Secțiune conică | Ecuație | Excentricitate (e)                                 | Excentricitate liniară (c)            |
| --------------- | --- | -------------------------------------------------- | ------------------------------------- |
| Cerc            | {\displaystyle x^{2}+y^{2}=r^{2}} | {\displaystyle 0}                                  | {\displaystyle 0}                     |
| Elipsă          | {\displaystyle {\frac {x^{2}}{a^{2}}}+{\frac {y^{2}}{b^{2}}}=1} or {\displaystyle {\frac {y^{2}}{a^{2}}}+{\frac {x^{2}}{b^{2}}}=1} unde {\displaystyle a>b} | {\displaystyle {\sqrt {1-{\frac {b^{2}}{a^{2}}}}}} | {\displaystyle {\sqrt {a^{2}-b^{2}}}} |
| Parabolă        | {\displaystyle x^{2}=4ay} | {\displaystyle 1}                                  | –                                     |
| Hiperbolă       | {\displaystyle {\frac {x^{2}}{a^{2}}}-{\frac {y^{2}}{b^{2}}}=1} or {\displaystyle {\frac {y^{2}}{a^{2}}}-{\frac {x^{2}}{b^{2}}}=1}                          | {\displaystyle {\sqrt {1+{\frac {b^{2}}{a^{2}}}}}} | {\displaystyle {\sqrt {a^{2}+b^{2}}}} |

Aici, pentru elipsă și hiperbolă a este lungimea semiaxei mari iar b este lungimea semiaxei mici.
Când secțiunea conică este dată în forma pătratică generală
{\displaystyle Ax^{2}+Bxy+Cy^{2}+Dx+Ey+F=0,}
următoarea formulă dă excentricitatea e dacă secțiunea conică nu este o parabolă (care are excentricitatea 1), nu este o elipsă degenerată sau o hiperbolă degenerată⁠(d) sau o elipsă imaginară:
{\displaystyle e={\sqrt {\frac {2{\sqrt {(A-C)^{2}+B^{2}}}}{\eta (A+C)+{\sqrt {(A-C)^{2}+B^{2}}}}}}}
unde {\displaystyle \eta =1} dacă determinantul unei matrice 3×3
{\displaystyle {\begin{bmatrix}A&B/2&D/2\\B/2&C&E/2\\D/2&E/2&F\end{bmatrix}}}
este negativ sau {\displaystyle \eta =-1} dacă determinantul este pozitiv.

## Elipse

Elipsă și hiperbolă cu semidistanța focală a constantă și diferite excentricități e.

Excentricitatea unei elipse este strict mai mică de 1. Dacă cercurile (care au excentricitatea 0) sunt considerate elipse, excentricitatea unei elipse este mai mare sau egală cu 0; dacă cercurile sunt considerate într-o categorie proprie și sunt excluse din categoria elipselor, atunci excentricitatea unei elipse este strict mai mare ca 0.
Pentru o elipsă oarecare, fie a lungimea semiaxei mari și b lungimea semiaxei mici.
Se definesc o serie de noțiuni suplimentare (doar pentru elipse):
| Denumire                   | Simbol                          | în funcție de a și b                                               | în funcție de e                              |
| -------------------------- | ------------------------------- | ------------------------------------------------------------------ | -------------------------------------------- |
| Prima excentricitate       | {\displaystyle e}               | {\displaystyle {\sqrt {1-{\frac {b^{2}}{a^{2}}}}}}                 | {\displaystyle e}                            |
| A doua excentricitate      | {\displaystyle e'}              | {\displaystyle {\sqrt {{\frac {a^{2}}{b^{2}}}-1}}}                 | {\displaystyle {\frac {e}{\sqrt {1-e^{2}}}}} |
| A treia excentricitate     | {\displaystyle e''={\sqrt {m}}} | {\displaystyle {\frac {\sqrt {a^{2}-b^{2}}}{\sqrt {a^{2}+b^{2}}}}} | {\displaystyle {\frac {e}{\sqrt {2-e^{2}}}}} |
| Excentricitatea unghiulară | {\displaystyle \alpha }         | {\displaystyle \cos ^{-1}\left({\frac {b}{a}}\right)}              | {\displaystyle \sin ^{-1}e}                  |

### Alte formule pentru excentricitatea unei elipse
Excentricitatea unei elipse este, cel mai simplu, raportul dintre semidistanța focală c lungimea semiaxei mari a.
{\displaystyle e={\frac {c}{a}}.}
Excentricitatea este, de asemenea, raportul dintre semiaxa mare a și distanța d de la centru la una din dreptele directoare:
{\displaystyle e={\frac {a}{d}}.}
Excentricitatea se poate exprima în funcție de turtirea g (definită ca {\displaystyle g=1-b/a} a fiind semiaxa mare, iar b) semiaxa mică:
{\displaystyle e={\sqrt {g(2-g)}}.}
Se notează cu {\displaystyle r_{\text{max}}} și{\displaystyle r_{\text{min}}} razele maximă și minimă ca fiind distanțele maximă și minimă dintre un focar și elipsă (adică distanțele de la un focar la capetele acei mari). Atunci, pentru semiaxa mare a excentricitatea este
{\displaystyle e={\frac {r_{\text{max}}-r_{\text{min}}}{r_{\text{max}}+r_{\text{min}}}}={\frac {r_{\text{max}}-r_{\text{min}}}{2a}},}
care este raportul dintre distanța focală și axa mare.

## Hiperbole
Excentricitatea unei hiperbole poate fi egală cu orice număr real mai mare ca 1, fără limită superioară. Excentricitatea unei hiperbole echilaterale este {\displaystyle {\sqrt {2}}}.

## Cuadrice

Elipse și hiperbole cu toate excentricitățile posibile, de la 0 la și o parabolă (la x = 0), pe o suprafață cubică

Excentricitatea unei cuadrice tridimensionale este excentricitatea unei secțiuni prin aceasta. De exemplu, pe un elipsoid triaxial excentricitatea meridională este cea a elipsei formată printr-o secțiune care conține atât axa cea mai lungă, cât și cea mai scurtă (dintre care una va fi axă polară) iar excentricitatea ecuatorială este excentricitatea elipsei formată printr-o secțiune prin centru, perpendiculară pe axa polară (adică în plan ecuatorial). Dar, secțiuni conice pot apărea și pe suprafețe de ordin superior (vezi imaginea).

## În mecanica cerească
În mecanica cerească, pentru orbitele aflate într-un câmp gravitațional sferic, definiția de mai sus este generalizată informal. Când distanța la apsida superioară este aproape de distanța la apsida inferioară se spune că orbita are excentricitate mică; atunci când sunt foarte diferite se spune că orbita este excentrică sau are excentricitate mare. Această definiție coincide cu definiția matematică a excentricității pentru elipse, în stilul lui Kepler.